# Gianni Pittella
Giovanni Pittella este un om politic italian, membru al Parlamentului European în perioada 1999-2004 din partea Italiei.
1. ↑   http://www.senato.it/leg/18/BGT/Schede/Attsen/00004522.htm Lipsește sau este vid: |title= (ajutor)
2. ↑   http://www.europarl.europa.eu/meps/de/4436/GIANNI_PITTELLA_history.html Lipsește sau este vid: |title= (ajutor)
3. 1 2 3  Deputații în Parlamentul European
4. ↑   http://leg13.camera.it/cartellecomuni/leg13/Deputati/scheda_deputato/scheda.asp?id=d00465 Lipsește sau este vid: |title= (ajutor)